# Opal (Wyoming)
Opal – miasto w Stanach Zjednoczonych, w stanie Wyoming, w hrabstwie Lincoln.